# Propuesta Republicana
Proposta Republicana (PRO) és un partit polític argentí de tendència liberal-conservadora.
Va sorgir d'una aliança electoral conformada el 25 de maig de 2005 a la Ciutat Autònoma de Buenos Aires entre els partits polítics Compromís per al Canvi, liderat per Mauricio Macri, Recrear per al Creixement, liderat per Ricardo López Murphy, i el Partit Federal, que el seu principal referent havia estat Francisco Manrique, fins a la seva mort en 1988. Des de l'any 2010 és reconegut com a partit polític d'ordre nacional.
Conforma l'aliança Canviem amb la històrica Unió Cívica Radical, amb la qual participa de les eleccions presidencials de 2015.

## Història

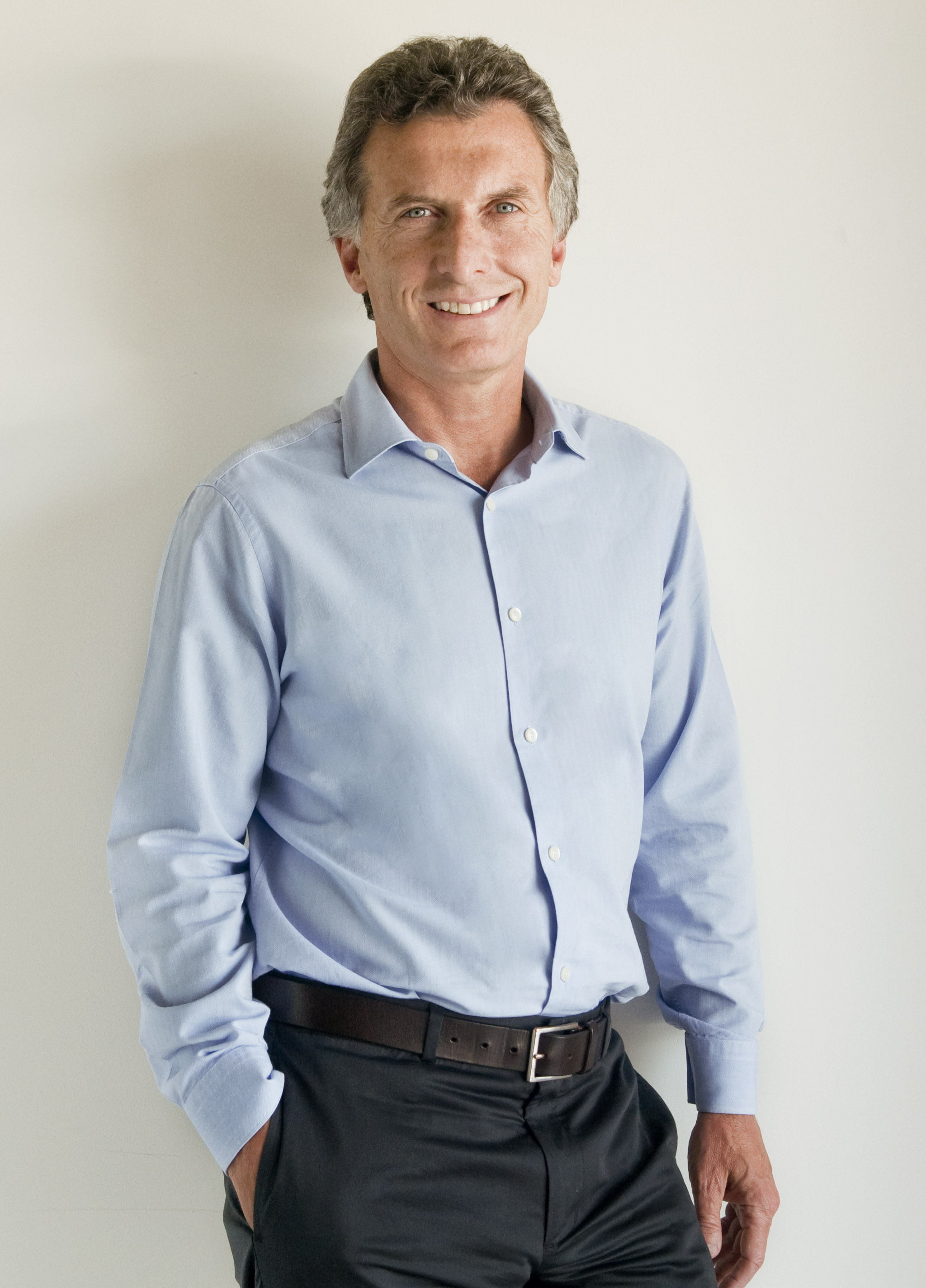
Maurici Macri, fundador del PRO.

El Proposta Republicana o PRO va sorgir d'una aliança electoral en context amb les eleccions legislatives de l'Argentina de 2005, en les com, l'enginyer i president de Boca Juniors Maurici Macri va obtenir una banca com a diputat.
Els principals partits polítics signataris en l'aliança van ser:
- El partit Compromís per al Canvi, liderat per Maurici Macri.
- El partit Recrear per al Creixement, liderat per Ricardo López Murphy.
- El Partit Federal.

Després de guanyar en 2007 en segona volta les eleccions a cap de govern de la Ciutat de Buenos Aires amb Macri, el PRO ha anat guanyant més participació en el pla polític. L'1 d'abril de 2008 el partit Compromís per al Canvi va canviar el seu nom a Proposta Republicana, i el 3 de juny de 2010 va passar a ser reconegut com a partit polític d'ordre nacional.

### L'apòcope «PRO»
Oficialment Proposta Republicana ha informat que la sigla PRO va ser obra del publicista Ernesto Savaglio a qui se li va encomanar la definició d'una apòcope per batejar el front amb una sigla de fort impacte. Savaglio hauria proposat utilitzar el terme «PRO», buscant simbolitzar una idea propositiva i professional.
No obstant això Proposta Republicana ha estat demandada judicialment per plagi intencional en l'ús de la sigla PRO, per part del Partit Per a una República amb Oportunitats (PRO). El Partit PRO va ser creat l'any 2000 per un grup de professionals liderats per Leandro Popik, el seu president, molts d'ells provinents de la Universitat de Sant Andrés. En 2003 va presentar la candidatura de Popik a Cap de Govern de la Ciutat de Buenos Aires, obtenint menys de l'1% dels vots. A causa de l'escassa quantitat d'afiliats, el Partit PRO va perdre el seu personería electoral, però en virtut de la llei vigent mantenia el dret a l'ús de la sigla fins a l'any 2012. Al moment de crear-se l'aliança Proposada Republicana, Maurico Macri li va oferir a Popik integrar l'aliança i li va sol·licitar l'ús de la sigla, però aquest últim va rebutjar tots dos oferiments. En 2006, denunciant la utilització il·legal de la sigla el partit Per a una República amb Oportunitats va demandar a Proposta Republicana.

### Debut electoral
El debut electoral d'aquesta força política es va produir en les eleccions legislatives de 2005. Maurici Macri va encapçalar la llista de diputats a la Capital Federal, obtenint el triomf amb el 33,9% dels vots. López Murphy va fer el propi en la llista de senadors per la Província de Buenos Aires aconseguint el cinquè lloc amb 7,8%.
L'aliança també es va formalitzar a les províncies d'Entre Ríos, on no va aconseguir el 3% del total de vots i a Mendoza, on en aliança amb el Partit Demòcrata, va obtenir el tercer lloc amb 12,8% dels sufragis.

### Eleccions de 2007
Ciutat de Buenos Aires
En els comicis realitzats el 3 de juny de 2007 per triar Cap de Govern de la Ciutat de Buenos Aires, vicejefe i 30 legisladors de la ciutat, la fórmula integrada per Mauricio Macri i Gabriela Michetti va obtenir el primer lloc amb el 45,6% dels vots, seguit pel peronista Daniel Filmus amb el 23,8% i Jorge Telerman amb el 20,7%. No obstant això, la llei electoral de la ciutat estableix que per consagrar-se guanyadora una fórmula ha d'obtenir la meitat més un dels vots correctament emesos, per la qual cosa la primera i segona fórmula van ser a balotaje. La segona volta es va realitzar el 24 de juny, on Maurici Macri i Gabriela Michetti van aconseguir novament el primer lloc, aquesta vegada amb el 60,96% dels vots. Assumint el comandament el 10 de desembre següent.
Desenvolupament en l'àmbit nacional
Durant les eleccions presidencials de 2007, el PRO no va presentar candidat a president ni va recolzar oficialment a cap candidat en l'àmbit nacional, malgrat que Ricardo López Murphy es va postular com a aspirant a través del seu partit Recrear per al Creixement, en fórmula amb Esteban Bullrich, obtenint l'1,45% dels vots.
A la ciutat de Buenos Aires el PRO va presentar la candidatura a senador nacional de Carlos Melconián i la candidatura per a primer diputat nacional de Federico Pinedo, els qui van obtenir el 12% dels vots.
A la província de Buenos Aires, Maurici Macri va formar una nova aliança electoral amb Francisco De Narváez anomenada Unió-Pro, la qual va presentar la fórmula Francisco De Narváez i Jorge Macri com a candidats a governador i vice. Per a diputats nacionals la llista va ser encapçalada per Jorge Macri amb Lidia Elsa Satragno i Juan José Álvarez en segon i tercer lloc respectivament. La fórmula encapçalada va obtenir el tercer lloc amb el 15% dels vots, mentre que la llista legislativa va obtenir 9,5% i va aconseguir quatre diputats.
En aquest districte Recrear per al Creixement va presentar com a candidat a governador a Sergio Nahabetián, obtenint l'1% dels vots i al mateix Ricardo López Murphy com a candidat a diputat nacional, qui no va aconseguir ingressar a la Càmera.

### Eleccions legislatives de 2009
En les eleccions legislatives del 28 de juny de 2009, el Pro es va presentar amb llista pròpia a la Ciutat de Buenos Aires i en aliança a la província de Buenos Aires.
A la Ciutat de Buenos Aires, Gabriela Michetti va renunciar com vicepresidenta de Govern per encapçalar la llista de candidats a diputats nacionals.
- Diputats nacionals: El PRO va triomfar amb el 31,1% dels vots, resultant triats cinc diputats: Gabriela Michetti, Esteban Bullrich, Paula Bertol, Jorge Alberto Triaca (fill) i Laura Alonso. El resultat va superar àmpliament l'obtingut en l'elecció per a diputats nacionals de 2007, en la qual el PRO va sortir 3è, amb 13,4% amb dos diputats electes.
- Diputats de la Ciutat: El PRO també va triomfar en l'elecció de diputats de la Ciutat aconseguint 31,2% que van significar l'elecció d'11 diputats. El resultat va ser molt inferior a l'obtingut en l'elecció per a diputats de la Ciutat de 2007, en la qual el PRO va sortir 1è, amb 44,3% amb 15 diputats electes.[9]

A la província de Buenos Aires el PRO va realitzar una aliança, que es va dir Unió - Pro, amb dos sectors del peronisme opositors al kirchnerismo encapçalats per l'empresari Francisco De Narváez del grup Unió Celeste i Blanco i l'exgovernador Felipe Solá.
- Diputats nacionals: El PRO va triomfar amb el 34,6% dels vots, resultant triats tretze diputats: Francisco De Narváez, Felipe Solá, Gladys González, Claudia Rucci, Gustavo Ferrari, Roberto Mouilleron, Silvia Majdalani, Julio Ledesma, Alfredo Atanasof, Natalia Gambaro, Raúl Rivara, Eduardo Amadeo i Soledad Martínez. El resultat va ser considerat molt satisfactori, ja que l'aliança va vèncer a l'Oficialismo, que va obtenir 32,1%, i havia de renovar tres diputats.[10]

### Eleccions de 2011

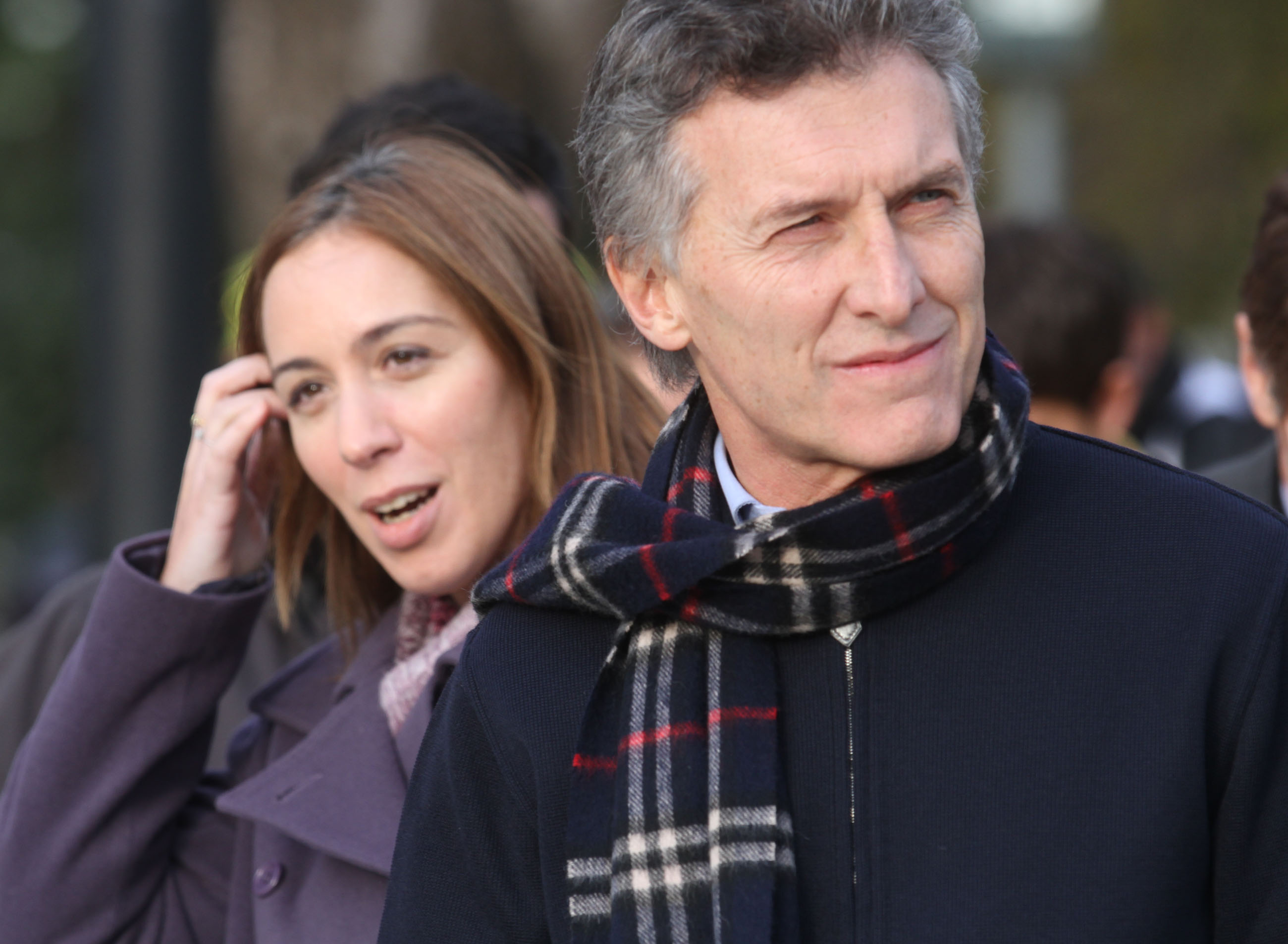
En l'any 2011 Mauricio Macri fou escollit com a cap de govern, a la seva esquerra, a la imatge, està la sots-cap de govern, María Eugenia Vidal.

El 10 de juliol de 2011 en primera volta electoral el PRO va aconseguir a la Ciutat de Buenos Aires el vot del 46,1% de l'electorat. En segona volta, celebrada el 31 de juliol, va aconseguir la victòria i reelecció de Macri com a Cap de Govern en obtenir el 64,3% dels sufragis. D'altra banda, Jorge Macri es va transformar en el primer intendent del conurbà triat a través del PRO en les eleccions del 23 d'octubre de 2011. Es va imposar amb el 38,4% dels vots enfront d'Enrique "Japonès" García que buscava la seva reelecció al capdavant del municipi de Vicente López.
Santa Fe
El 24 de juliol de 2011 la fórmula Unió PRO Federal, encapçalada per Miguel Torres del Sel va obtenir 615 368 vots (35,2%), a menys de 60 000 vots de Bonfatti 676 800 (38,7%), superant àmpliament al candidat kirchnerista Agustín Rossi 388 231 (22,2%). A més es van aconseguir 7 banques legislatives provincials.

### Eleccions legislatives de 2013
En els comicis celebrats l'octubre de 2013 va obtenir banques legislatives a Còrdova, Entre Ríos, La Pampa, Salta, Sant Joan, Santa Fe i Buenos Aires. A la província de Buenos Aires no va portar candidat propi.

### Eleccions del 2015
PRESIDENCIALS: Per a les eleccions d'octubre de 2015 Mauricio Macri va ser nominat com a candidat a president de la nació dins del front Canviem, després de competir amb Elisa Carrió i el radical Ernesto Sanz. La plataforma electoral apunta, segons el propi partit, a la inclusió social, el desenvolupament econòmic i l'enfortiment institucional. El 25 d'octubre la fórmula Macri-Michetti avantatjava per sorpresa a l'oficialista Daniel Scioli, fins que el sciolisme queda en primer lloc amb el 37,1% contra 34,2%.
Macri i Scioli competiran per la presidència en el ballotage del 22 de novembre.
• Buenos Aires: El Pro va postular a la vicepresidenta de govern portenya María Eugenia Vidal en el marc de Canviem. Vidal, el principal rival del qual era l'oficialista Aníbal Fernández va guanyar la governació de la província. Amb aquest gran assoliment, Canviem va lliurar a la primera governadora dona de la història de Buenos Aires i van guanyar 64 intendències en tota la província. 40% a 35% va ser el resultat entre Vidal i Anibal.
• Ciutat de Buenos Aires: La primera elecció interna del PRO el 26 d'abril entre Gabriela Michetti i Horaci Rodríguez Larreta. Rodríguez Larreta guanya amb el 60%. El 5 de juliol s'estrena el vot electrònic en tota la Ciutat per triar al cap de Govern; el PRO va obtenir el 45,6% dels vots, la qual cosa no va evitar que vagi a una segona volta amb el candidat de RESSÒ, Martín Lousteau, qui va obtenir el 25,5%. El 19 de juliol va triomfar amb el 51,6%, enfront del 48,4% del postulant de RESSÒ.
• Chubut: En Chubut, el PRO va replicar l'aliança Canviem i va portar com a candidat a governador a l'enginyer agrònom Ricardo Irianni i a sotsgovernadora a Alejandra Nasif. Irianni va perdre en les PASSO amb el candidat de la UCR, Carlos Lorenzo. Canviem va obtenir el 15,59 en la categoria de governador.
• Còrdova: A Còrdova, el PRO va formar l'aliança Junts per Còrdova amb la Unió Cívica Radical i el Front Cívic de Luis Jutge. El 5 de juliol, la fórmula per a la governació va resultar segona en les eleccions amb el 33,74%, enfront del 39,99% del candidat d'Unió per Còrdova, Juan Schiaretti. El 13 de setembre la fórmula Mestre-Labaqué va guanyar les eleccions a la capital amb el 32,25% dels vots. L'aliança entre el PRO, la UCR i el Front Cívic va guanyar en diverses intendències.

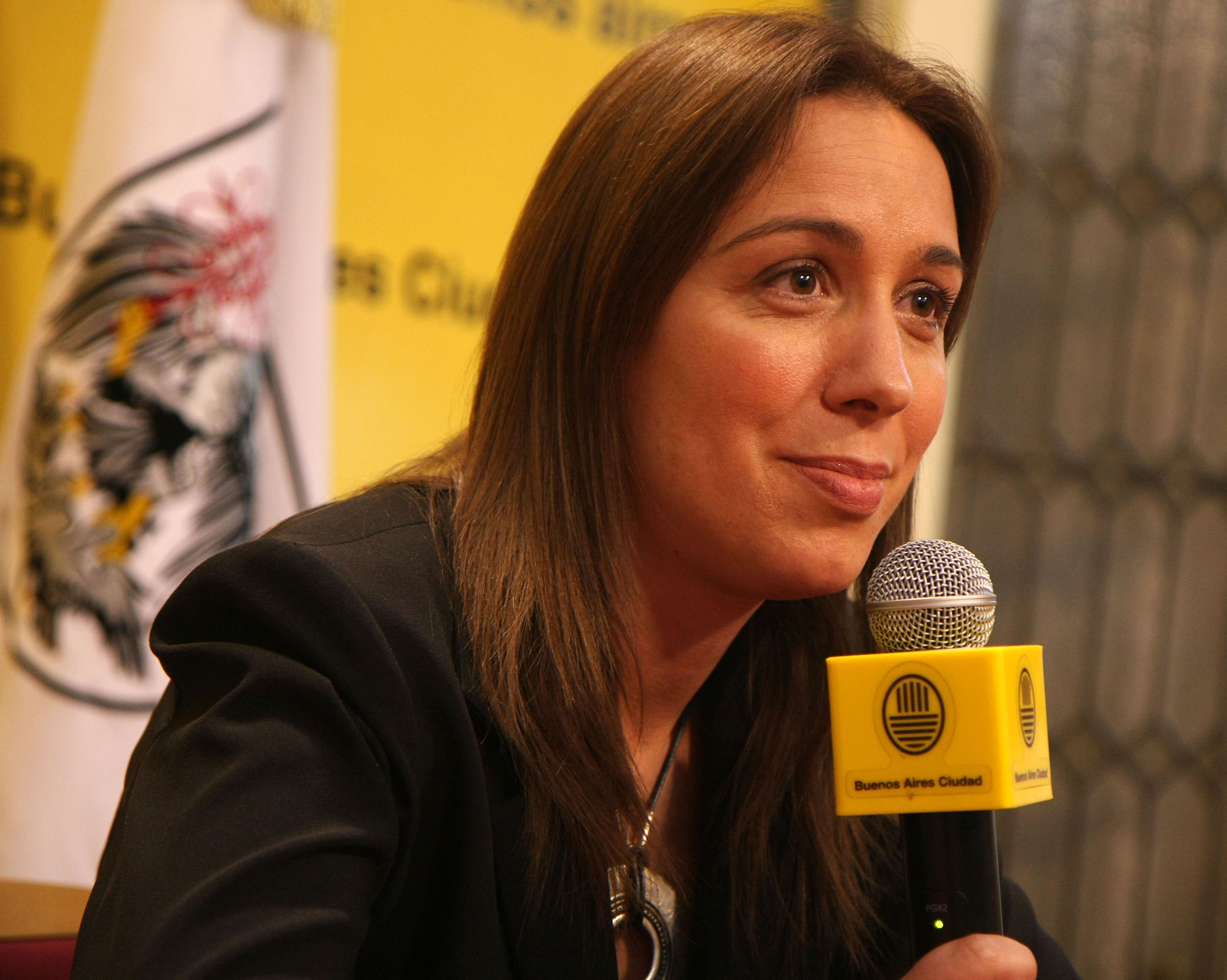
María Eugenia Vidal: Primera dona a governar la Província de Buenos Aires.

• Entre Ríos: l'aliança Canviem va portar com a candidat a governador a Alfredo de Angeli, senador nacional pel PRO, i a Juan Carlos Lucio Godoy com a candidat a sotsgovernador. La fórmula va obtenir en les PASSO el segon lloc amb el 36,5%, darrere del candidat del FpV.
• La Pampa: El PRO va formar l'aliança Proposada Frepam amb la UCR i partits provincials. Portant com a candidat a governador al diputat nacional de la UCR Francisco Torroba. En la categoria senador nacional, diputat nacional i parlamentari del Parlasur regional, el front va ser a internes. El PRO va portar com a candidat a senador a l'ex-futbolista i diputat nacional Carlos Mac Allister i al senador radical Juan Carlos Marí. Proposta Frepam va obtenir el segon lloc amb el 38,2% en les PASSO, perdent la interna Mac Allister per 4000 vots.
• Mendoza: a Mendoza el PRO va formar part del front Canvia Mendoza, que va guanyar l'elecció a governador amb el 44% resultant triat el radical Alfredo Cornejo. El PRO va guanyar la intendència de Luján de Que el seu de la mà d'Omar de Marchi, amb una diferència de més de 18 punts pel que fa al FPV.
• Neuquén: PRO va formar l'aliança Nou Compromís Neuquino, amb la UCR i partits provincials, col·locant al regidor neuquino, Leandro Lopéz, com a candidat a sotsgovernador, en la fórmula encapçalada per l'intendent de Neuquén, Horaci "Pechi" Quiroga. En les eleccions del 26 d'abril, aquesta fórmula va obtenir el 19,4%, quedant tercera, darrere del candidat del MPN, Omar Gutiérrez i del candidat del FPV, Ramón Rioseco.
• Salta: El 12 d'abril el PRO va participar en les internes del front Salta Ens Uneix per a la candidatura a intendent de Salta, donant suport a la candidatura a la governació de Juan Carlos Romero. En les eleccions generals del 17 de maig, el PRO va aconseguir 3 regidors per la ciutat de Salta en obtenir l'11,3% i un diputat provincial (Martín dels Rius) en aconseguir el segon lloc amb el 12,8% dels vots.
• Sant Joan: En Sant Joan, el PRO va portar com a candidat a governador al capdavanter de la Fundació Pensar, Martín Turcuman i al diputat nacional Eduardo Càceres com a candidat a intendent de la capital. En les PASSO Turcuman va obtenir el tercer lloc amb l'11,96% i Eduardo Càceres el segon lloc.
• Sant Luis: El PRO va portar com precandidat a diputat nacional al diputat provincial i president de la Lliga Sanluiseña de Futbol, Bartolomé Abdala, el qual va perdre la interna de Canviem per 55 vots enfront del dirigent de la UCR Walter Ceballos.
• Santa Fe: El PRO va portar com a candidat a Miguel del Sel, qui en 2011 havia quedat a sol 3 punts de guanyar les eleccions, acompanyat en la fórmula pel radical Jorge Boasso, regidor de la ciutat de Rosario. També va portar al regidor rosarino Roy López Molina com a primer candidat a diputat provincial, a la regidora i periodista Anita Martínez com a candidata a intendenta de Rosario i a Sebastián Pignata com a candidat a intendent de la ciutat de Santa Fe.
En les PASSO del 19 d'abril, Miguel del Sel va obtenir el primer lloc amb el 32,2% dels vots, seguit pel socialista Miguel Lifschitz amb el 22,5% i el kirchnerista Omar Perotti amb el 21,9%, encara que el FPCyS va obtenir el 31,9%, sumant els vots de Mario Barletta. En diputats, López Molina va obtenir el tercer lloc, mentre que Anita Martínez amb el 26,9% va ser la candidata més votada, encara que els candidats del FPCyS sumaven el 33,7%. En Santa Fe, Pignata va quedar segon, a 9000 vots de l'intendent José Corral. Els candidats a intendent del PRO van guanyar en Cérvol Borni, Rufino (Argentina) i Funes.
En les generals del 14 de juny, després de dues setmanes de recompte dels vots, Miguel del Sel va perdre per 1496 vots amb Lifschitz i va obtenir 10 diputats provincials en la llista encapçalada per López Molina. Anita Martínez va rebre el 28% dels vots, enfront del 30,2% de la intendenta Mónica Fein. El PRO va aconseguir el tercer lloc amb el 23,5% a la ciutat de Santa Fe i en Cérvol Borni amb el 30,1%, després d'haver triomfat en les PASSO. El PRO va guanyar les intendències de Rufino i Funes.
• Terra del Foc: per a la governació va formar el front Unir TDF amb la UCR i el MPF, portant com a candidat a governador l'intendent d'Ushuaia, Ferderico Sciurano. El PRO no va conformar l'aliança en làmbit municipal i va portar com a candidat a intendent d'Ushuaia a Tito Stefani qui va obtenir el segon lloc amb el 18,4%, enfront del 22,5% del FPV.
• Tucumán: el PRO va donar suport a la candidatura del radical José Cano dins de la coalició provincial Acord pel Bicentenari. L'oficialista Juan Luis Manzur va guanyar la governació amb el 52% dels vots contra el gairebé 40% de Cano. Després de les nombroses denúncies de frau, la polèmica repressió de l'endemà i les múltiples protestes, el PRO dona suport encara més al radicalisme.